# 森林生態学
森林生態学（しんりんせいたいがく、英語：forest ecology）は、森林を研究の主体とした生態学の一分野である。
森林に生息する植物、動物、菌類、細菌類などの生物群集と、土壌や気象などの環境との関わりによって生まれる生態系について研究を行う。
植物群落が最もよく発達した姿が森林であり、熱帯から冷帯にかけての一定以上の降雨が見られる地域では森林が発達し、遷移の最終段階は森林になる。
これらの地域では森林生態学の役割も大きい。
生物多様性の理解や農学や林業などへの応用にも重要である。